# Drosophila levii
Drosophila levii är en tvåvingeart som beskrevs av Léonidas Tsacas 1988. Drosophila levii ingår i släktet Drosophila och familjen daggflugor.
Artens utbredningsområde är Nya Kaledonien.